# C-Road (California)
C-Road es un lugar designado por el censo en el condado de Plumas en el estado estadounidense de California. En el año 2000 tenía una población de 152 habitantes y una densidad poblacional de 22 personas por km².

## Geografía
C-Road se encuentra ubicado en las coordenadas 39°45′34″N 120°35′1″O / 39.75944, -120.58361. Según la Oficina del Censo, la ciudad tiene un área total de 6,8 km² (2,6 mi²), de la cual 6,8 km² (2,6 mi²) es tierra y 0 km² (0 mi²) (0%) es agua.

## Demografía
Según la Oficina del Censo en 2000 los ingresos medios por hogar en la localidad eran de $26,250, y los ingresos medios por familia eran $51,250. Los hombres tenían unos ingresos medios de $51,250 frente a los $0 para las mujeres. La renta per cápita para la localidad era de $18,088. Alrededor del 33.8% de la población estaban por debajo del umbral de pobreza.